# Byadanakatte, Gubbi
Byadanakatte là một làng thuộc tehsil Gubbi, huyện Tumkur, bang Karnataka, Ấn Độ.